# Le Langage perdu des grues
 (juillet 2022).
Si vous disposez d'ouvrages ou d'articles de référence ou si vous connaissez des sites web de qualité traitant du thème abordé ici, merci de compléter l'article en donnant les références utiles à sa vérifiabilité et en les liant à la section « Notes et références ».
Le Langage perdu des grues (titre original : The Lost Language of Cranes) est un roman de David Leavitt, publié en 1986 en anglais et traduit en français en 1988.
C'est le premier roman de David Leavitt. Il traite principalement des difficultés d'un jeune homme qui révèle son homosexualité aux membres de sa famille, et de leurs réactions. Bien que l'histoire ait lieu dans les années 1980, les thèmes explorés dans le roman sont encore d'actualité dans beaucoup de régions du monde aujourd'hui, y compris les États-Unis et dans quelques secteurs en Europe.

## Résumé
Le roman narre l’histoire d’un foyer new-yorkais bobo traditionnel, et d’une double implosion familiale lorsque l’homosexualité du fils puis celle du père sont avouées et assumées. 
Le fils, Philip, est un homosexuel tout ce qu’il y a de classique, un jeune homme qui travaille dans l’édition et tombe de Charybde en Scylla en termes de conquêtes amoureuses. Il rencontre un homme dont il tombe éperdument amoureux, et même s’il se retrouve à nouveau célibataire, il décide d’arrêter l’hypocrisie et de révéler à ses parents son homosexualité. 
Cela affecte énormément le père, qui vit ses fantasmes homosexuels en secret depuis des années en traînant dans des cinés pornos glauques.     

## Commentaires
Il y a un côté Loin du paradis dans la manière dont on perçoit le couple de parents, et on comprend bien le mari qui a refoulé toute sa vie, a fini par épouser une femme et faire un enfant, et puis a peu à peu cédé à ses pulsions lors de ces « dimanches » où les deux partenaires vaquaient en solitaire. Le désespoir et la souffrance du père sont alors rendus avec beaucoup d’acuité, à la fois en tant que père qui n’a pas compris son fils, mais aussi en tant que mari envers sa femme, et simplement en tant qu’homme qui ne s’est jamais épanoui. Et puis, il y a aussi le fils qui doit gérer tout cela, entre sa mère qui le rejette dans le premier temps du coming out, son père qui  se confie à son fils, sa vie privée difficile… Un roman familial un peu grinçant et doux-amer sur les non-dits et les faux-semblants.

## Adaptation
Le roman a lieu à New York avec des personnages américains, mais l'adaptation en téléfilm (faite par la BBC en 1991) a lieu à Londres. La plupart des personnages dans la version télévisée sont maintenant des Anglais, cependant, l'histoire principale du roman demeure essentiellement la même.
Le film a pour acteurs Brian Cox, Angus Macfadyen, Eileen Atkins, Corey Parker et Ben Daniels.